# 稠墅

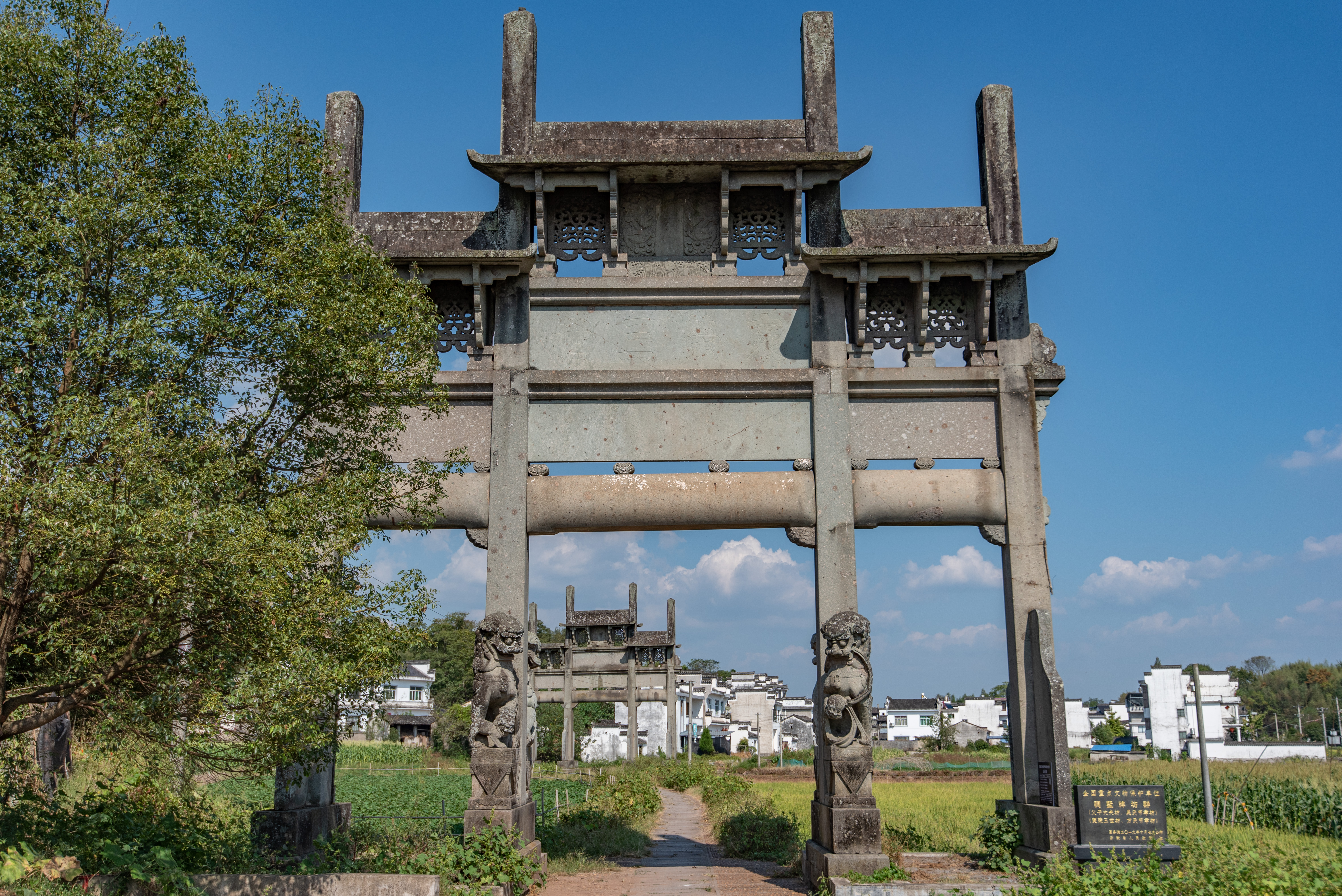
稠墅牌坊群

稠墅是中国安徽省黄山市歙县郑村镇棠樾村的一个自然村。稠墅村在2004年以前属于富堨镇，2004年区划调整时，原富堨镇的棠樾村、稠墅村划归郑村镇管辖。2010年，稠墅村又并入棠樾村。
稠墅汪氏始于汪大昕、汪大作、汪大猷三兄弟，系自唐模村迁居稠墅。南宋绍定五年（1232），汪应元中进士。明末清初，稠墅的汪镳家族迁居扬州经营盐业致富，汪廷璋担任两淮盐商八总商，稠墅汪姓进入鼎盛时期，回乡大兴土木，建起爱敬堂、中和堂、逐英堂、逐世堂、木本堂等一批祠堂，以及灵角寺、汪氏大社、汪氏花园、文昌阁等，均规模宏大，于70年代被毁。现存的仍有桃花溪，延绵三公里；村口的稠墅牌坊群包括四座四柱三间三楼牌坊，2019年10月，稠墅牌坊群列为第八批全国重点文物保护单位。